# Линия смерти (фильм, 1991, СССР)
«Линия смерти» — советский художественный фильм по мотивам романа Виктора Черняка «Правило Рори».

## Сюжет
Сергей Никольский работает мастером-стеклодувом на заводе и подрабатывает наёмным убийцей для теневого мафиози Луковецкого по кличке Уби. Очередным заказом становится Николай Егорович Стяжко, в недавнем прошлом высокопоставленный партийный работник, а теперь бизнесмен. Установив слежку за Стяжко, Никольский узнаёт, что тот использует в качестве девушек по вызову трёх солидных женщин — Зою, Лену и Нонну, которых когда-то давно «отмазал» от серьёзных проблем. Никольский решает воспользоваться ситуацией и предлагает дамам свои услуги по ликвидации Стяжко. После некоторых колебаний все трое соглашаются.
Параллельно у Сергея Никольского развивается роман с девушкой Элей, случайно разбившей одну из его работ на выставке. Сергей рассказывает Эле, что родом из Питера («даже свою овчарку назвал Питером»), что маленьким ребёнком пережил блокаду и с тех пор возненавидел коммунистов и советскую власть, потому что видел, как во время голода партийным работникам привозили ананасы в разноцветных банках. Однажды Эля устраивает ужин и подаёт на стол лангустов, говоря, что в Москве есть всего одно место, где их сейчас можно купить.
Тем временем старый друг, генерал Рашид Киримов, предупреждает Стяжко о том, что ему может угрожать опасность, поскольку на партийной работе Стяжко был доверенным лицом некоего большого человека, который теперь оказался в опале. Стяжко проговаривается Киримову, что имеет серьёзный компромат на своих недоброжелателей.
Получив от Зои информацию о банкете, который Стяжко организует по случаю своего юбилея, Никольский приглашает Элю в тот же ресторан и готовится выполнить заказ. В холле ресторана на Стяжко нападают двое неизвестных, но вмешательство двух сотрудников КГБ и Рашида помогает избежать скандала. Проникнувшись ещё большим доверием к другу, Стяжко отдает Киримову компрометирующие материалы.
Никольский едет за Стяжко на его загородную дачу, проникает в дом и оставляет в спальне замороженный отравляющий газ. На следующий день Никольский, получив причитающийся гонорар, сообщает Уби, что больше не хочет продолжать. Уби не возражает и прощается с Никольским. В этот момент на стол подают лангустов, и Сергей понимает, что Эля была специально подставлена, чтобы следить за ним, и что Луковецкому хорошо известно о его сделке с Зоей, Нонной и Леной.
Сергей мчится к себе домой, где застаёт собирающую вещи Элю. Он выбегает во двор, где его бьёт ножом подосланный Луковецким убийца.
На могиле Стяжко Рашид Киримов отдает компрометирующие документу Луковецкому. На могиле Никольского стоят Эля и овчарка Питер.

## В ролях
| Актёр                    | Роль                                                                |
| ------------------------ | ------------------------------------------------------------------- |
| Всеволод Шиловский       | талантливый стеклодув-киллер Сергей Сергеевич Никольский            |
| Вероника Изотова         | подставная любовница Никольского, подручная Луковецкого Эля         |
| Аристарх Ливанов         | сутенёр-коррупционер Николай Егорович Стяжко                        |
| Татьяна Догилева         | проститутка по вызовам, любовница генерала Киримова Зоя Анатольевна |
| Иннокентий Смоктуновский | теневой мафиози Луковецкий                                          |
| Лариса Удовиченко        | элитная проститутка по вызову Нонна                                 |
| Светлана Тома            | элитная проститутка Елена Михайловна Серова                         |
| Ульмас Алиходжаев        | генерал Рашид Киримов                                               |
| Эрвин Кнаусмюллер        | клиент борделя                                                      |
| Зоя Зелинская            | домработница Стяжко                                                 |
| Владимир Уан-Зо-Ли       | партнёр Луковецкого в ресторане                                     |
| Николай Лещуков          | милиционер                                                          |
| Фёдор Смирнов            | охранник Луковецкого                                                |
| Инга Будкевич            | смотрительница выставки                                             |